# 中村宏 (彫刻家)
中村 宏（なかむら ひろし、1933年 - 2022年）は日本の彫刻家。横浜国立大学名誉教授。

## 経歴
1933年（昭和8年）栃木県足利市生まれ。東京教育大学で彫刻を学び日展の評議員、日本彫刻会の運営委員、白日会の常任委員を務め、横浜国立大学の教授として学生に教えた。
内閣総理大臣賞、吉田賞、長島美術館賞、白日賞などを受賞。1993年（平成5年）から彫刻家仲間とともに視覚障害者向けの「触れる彫刻展」を始める。
横浜市保土ケ谷区に自宅兼アトリエを構えていた。2022年（令和4年）没。
没後、中村のゼミ生だった若鍋寛が中村の作品を筑波大学附属視覚特別支援学校に寄贈した。中村は「触れる彫刻展」で同校を含め盲学校の教員や生徒との交流を行っていた。2024年（令和6年）末に中村のアトリエは解体されることが決まっており作品はそれまでに寄贈先を決めたいとしている。

## 主な作品
- 陽光のうた - 栃木県中央公園[3]
- ブロンズ像「憩」- 京王相模原線若葉台駅南交差点の「ガスト」角（川崎市麻生区）[4]

ほか